# امیرآباد (گرگان)
امیرآباد، روستایی زیبا و توریستی است از توابع بخش مرکزی شهرستان گرگان در استان گلستان ایران.

## جمعیت
این روستا در دهستان انجیرآب قرار داشته و براساس سرشماری سال ۱۳۸۵جمعیت آن10000
نفر (2000 خانوار
) بوده است.